# Tetrabenazyna
Tetrabenazyna (łac. tetrabenazinum) – organiczny związek chemiczny, odwracalny inhibitor pęcherzykowego transportera monoamin VMAT2.

## Historia
Tetrabenazyna została zsyntetyzowana w latach 50. XX wieku przez O. Schneidera i A. Brossiego w laboratorium badawczym firmy Hoffmann-La Roche w Bazylei. Związek został stworzony jako lek przeciwpsychotyczny, który był testowany w badaniach klinicznych u pacjentów ze schizofrenią z niejednoznacznymi wynikami. Podczas badań tetrabenazyny we wskazaniach innych niż oryginalne, dowiedziono jej skuteczność w leczeniu zaburzeń hiperkinetycznych charakteryzujących się nieprawidłowymi ruchami mimowolnymi. W 1997 roku tetrabenazyna otrzymała status leku sierocego w USA, a 15 sierpnia 2008 roku FDA zaaprobowała ją w terapii zaburzeń hiperkinetycznych w przebiegu pląsawicy Huntingtona.

## Mechanizm działania
Tetrabenazyna hamuje transport monoamin do presynaptycznych pęcherzyków co skutkuje zmniejszeniem ich stężenia w zakończeniach nerwowych i szczelinie synaptycznej. Spadek poziomu dopaminy w ośrodkowym układzie nerwowym powoduje hipokinezę prowadzącą do zmniejszenia nasilenia pląsawicy.

## Farmakokinetyka
Tetrabenazyna wchłania się dobrze po podaniu doustnym. Dostępność biologiczna leku jest mała i zmienna, co wynika ze znacznego efektu pierwszego przejścia. Głównym metabolitem jest dihydrotetrabenazyna, której powinowactwo do VMAT2 jest podobne do powinowactwa tetrabenazyny, ale jest od niej bardziej wybiórcza. Okres półtrwania leku wynosi ok. 5 godzin. Lek w 82–85% wiąże się z białkami osocza. Tetrabenazyna jest metabolizowana w wątrobie przy udziale CYP2D6, a wydalana w postaci metabolitów z moczem (ok. 75%) oraz w mniejszym stopniu z kałem.

## Wskazania
Tetrabenazyna jest stosowana w terapii łagodzenia zaburzeń hiperkinetycznych, takich jak:
- pląsawica Huntingtona
- zespół Tourette’a
- dyskineza późna
- hemibalizm

## Działania niepożądane
Najczęstszymi objawami ubocznymi stosowania leku przy wyższych dawkach są: senność, depresja, parkinsonizm, lęk, bezsenność, dezorientacja, niedociśnienie, trudności w przełykaniu, nudności, wymioty, biegunka, zaparcia.

## Ciąża i laktacja
Kategoria C. Nie należy stosować w ciąży i w okresie karmienia piersią.

## Dawkowanie
Lek podaje się początkowo w dawce 12,5 mg p.o. 3 razy dziennie. Dawkę można zwiększać o 12,5 mg co 3–4 dni do zaobserwowania optymalnego działania lub wystąpienia objawów nietolerancji. Dawka maksymalna to 200 mg/doba.

## Preparaty
- Tetmodis
- Xenazine
- Nitoman